# Наумец, Алексей Васильевич
Алексей Васильевич Наумец (род. 11 февраля 1968) — российский военачальник, генерал-майор, заместитель начальника штаба Воздушно-десантных войск Российской Федерации (февраль 2018). С 21 сентября 2023 года наделён полномочиями сенатора от исполнительной власти Псковской области. Вошёл в Комитет Совета Федерации по обороне и безопасности.

## Биография
Алексей Васильевич Наумец родился 11 февраля 1968 года.
В Вооружённых силах с июля 1986 года. Поступил в Рязанское высшее военное командное училище связи имени Маршала Советского Союза М. В. Захарова, проходил обучение в десантной роте. Окончил училище в 1990 году.
С 1990 по 2003 год проходил службу в Воздушно-десантных войсках на различных должностях в Белорусском, Сибирском и Северо-Кавказском военных округах.
С 2003 по 2005 год — слушатель Общевойсковой академии Вооружённых сил Российской Федерации.
С 2005 по 2007 год — начальник штаба — заместитель командира 104-го гвардейского десантно-штурмового Краснознамённого, ордена Кутузова полка (п. Черёха) 76-й гвардейской десантно-штурмовой Черниговской Краснознамённой, ордена Суворова дивизии.
С 2007 по 2009 — командир 247-го гвардейского десантно-штурмового Кавказского казачьего полка 7-й гвардейской десантно-штурмовой Краснознамённой, орденов Суворова и Кутузова дивизии (г. Новороссийск).
С 2009 по 2013 — начальник штаба — заместитель командира 106-й гвардейской воздушно-десантной дивизии (г. Тула).
С 2013 по 2018 — командир 76-й гвардейской десантно-штурмовой Черниговской Краснознамённой, ордена Суворова дивизии (г. Псков).
Указом Президента РФ от 13 июня 2014 года присвоено воинское звание «генерал-майор».
10 сентября 2017 года состоялись выборы депутатов Псковской городской Думы 6-го созыва. По решению регионального политсовета Алексей Наумец вошёл в тройку лидеров списка «Единой России». Одержав победу в 10 из 15 округах и набрав 37,91 %, партия получила квалифицированное большинство — 15 мандатов. Сам Алексей Наумец от мандата отказался.
С февраля 2018 года — заместитель начальника штаба Воздушно-десантных войск РФ. В 2019 году — временно исполняющий обязанности начальника штаба — первого заместителя командующего Воздушно-десантными войсками Российской Федерации.
Правительство Псковской области делегировало Алексея Наумца в Совет Федерации. Полномочия подтверждены 28 сентября 2023 года. Является членом комитета по обороне и безопасности.

## Санкции
12 сентября 2014 года внесен в санкционный список всех стран Евросоюза как командир 76-й воздушно-десантной дивизии которая принимала участие в российском военном присутствия на территории Украины, в частности во время аннексии Крыма. Также попал под санкции Канады и Швейцарии.

19 октября 2022 года, на фоне вторжения России на Украину был внесен в санкционный список Украины.

## Награды
- Орден «За заслуги перед Отечеством» 4 степени с мечами
- Орден Мужества
- Орден «За военные заслуги»
- Медаль ордена «За заслуги перед Отечеством» 2 степени с мечами
- Медаль Суворова
- Медаль «За воинскую доблесть» I и II степеней
- Медаль «За укрепление боевого содружества»
- Медаль «За отличие в военной службе» I, II и III степеней
- Медаль «Генерал армии Маргелов»
- Медаль «За участие в военном параде в День Победы»
- Медаль Совместное стратегическое учение «Запад — 2013»
- Медаль «За возвращение Крыма»
- Медаль «75 лет Воздушно-десантным войскам»